# フィルター (バンド)
フィルター (Filter) は、アメリカ合衆国のインダストリアル・ロックグループ。
元ナイン・インチ・ネイルズのギタリストであるリチャード・パトリックが、ブライアン・リーゼガングと1993年に結成。

## メンバー
- リチャード・パトリック (Richard Patrick) – ボーカル、ギター (1993–present)　ターミネーター2にT-1000として出演していた俳優ロバート・パトリックは実兄である。
- フィル・バックマン (Phil Buckman) – ベース、バック・ボーカル (2010–present)
- ジョナサン・ラドク (Jonathan Radtke) – ギター (2011–present)
- ジェフ・フリードル (Jeff Friedl) - ドラム (2012-present)

旧メンバー
- ブライアン・リーゼガング (Brian Liesegang) – ギター、プログラミング (1994–1997)
- マット・ウォーカー (Matt Walker) – ドラム、パーカッション (1995–1997)
- ジーノ・レナード (Geno Lenardo) – ギター (1995–2002)
- フランク・カヴァナフ (Frank Cavanagh) – ベース、バック・ボーカル (1995–2002)
- スティーヴ・ギルス (Steve Gillis) – ドラム、パーカッション (1999–2002)
- アラン・ベイリー (Alan Bailey) – ギター (2002)
- ミッチェル・マーロウ (Mitchell Marlow) – ギター (2008–2010)
- ジョン・スパイカー (John Spiker) – ベース (2008–2010)
- ロブ・パターソン (Rob Patterson) – ギター (2010–2011)
- ミカ・フィネオ (Mika Fineo) – ドラム、パーカッション (2008–2012)

## ディスコグラフィ

### アルバム
| 1st | 1995年 | ショート・バス (Short Bus)                 |
| 2nd | 1999年 | タイトル・オブ・レコード (Title of Record) |
| 3rd | 2002年 | The Amalgamut                              |
| 4th | 2008年 | Anthems for the Damned                     |
| 5th | 2010年 | The Trouble with Angels                    |
| 6th | 2013年 | The Sun Comes Out Tonight                  |

### コンピレーション・アルバム
| 2008年 | Remixes for the Damned           | デジタル配信     |
| 2009年 | The Very Best Things (1995–2008) | ベスト・アルバム |